# Mike Adriano
Mikael Finquel (Marbella, 20 de julio de 1980), más conocido como Mike Adriano, es un actor y director pornográfico hispano-estadounidense. Ha sido nominado a premios por mejor director en recientes ceremonias de los Premios AVN, Premio XBIZ y los Premios XRCO.
Mike dio sus primeros pasos en la industria pornográfica junto a su amigo de infancia, el también director y productor francés Greg Lansky.
Durante su adolescencia se convirtió en un gran consumidor de pornografía e incluso ha mencionado ser un gran fanático de Rocco Siffredi, además de considerarlo a éste como su mayor inspiración.
Sus mejores amigos son Greg Lansky y Steve Holmes.
Tuvo una breve relación amorosa con la exestrella pornográfica Lana Rhoades.
Es considerado por muchos como una leyenda en la industria pornográfica.
Es un conocido activista por los derechos de los animales y un ávido promotor de la dieta vegana.

## Premios
- 2012 Ganador del Premio AVN — Mejor Lanzamiento Oral — Oral Cocksucking Sluts
- 2012 Ganador del Premio AVN — Escena de Sexo Más Escandalosa — American Cocksucking Sluts (director - Mike Adriano/Evil Angel) con Brooklyn Lee & Juelz Ventura[4]
- 2012 Ganador del Premio AVN — Mejor Escena de Sexo Oral — American Cocksucking Sluts (director - Mike Adriano/Evil Angel) con Brooklyn Lee & Juelz Ventura[4]
- 2013 Ganador del Premio AVN - Mejor Lanzamiento Oral - American Cocksucking Sluts 2 (Mike Adriano/Evil Angel)[9]